# Sable Colby
Sable Colby is een personage uit de televisieseries Dynasty en diens spin-off The Colbys. Zij werd vertolkt door de Engelse actrice Stephanie Beacham.
Sable werd in 1985 in een aflevering van Dynasty geïntroduceerd als de echtgenote van Jason Colby (Charlton Heston) en de tante van Jeff Colby (John James). Tevens was zij een nicht van Alexis Colby (Joan Collins). Na deze aflevering ging het verhaal verder in The Colbys, alwaar zij vreselijk jaloers werd op de komst van neef Jeff. Jeff kreeg namelijk van zijn tante Constance Colby Patterson (Barbara Stanwyck) 50% van het Colby-imperium cadeau, een cadeau dat zij veel liever naar haar eigen kinderen had zien gaan.
Na twee seizoenen werd de serie The Colbys stopgezet. Het personage Sable was echter zo populair dat zij twee jaar later werd toegevoegd aan de cast van Dynasty, waar haar rivaliteit met Alexis na jaren in alle hevigheid weer opbloeide.